# Set Me Free (песня Эден Элены)
«Set Me Free» (с англ. — «Освободи меня») — песня израильской певицы Эден Элены, с которой она представляла Израиль на конкурсе песни «Евровидение-2021» в Роттердаме, Нидерланды. Её сочинили Амит Мордехай, Идо Нецер, Ноам Залтин, Рон Карми. Выпуск сингла состоялся 26 января 2021 года звукозаписывающей компанией «Aroma Music», выпуск финальной версии — 26 марта 2021 года.

## Предыстория
Изначально Эден Элена должна была представить Израиль на конкурсе песни «Евровидение-2020» с песней «ፍቅር ልቤ (Feker Libi)», но в связи со вспышкой пандемии коронавирусной инфекции COVID-19 конкурс был отменён. 22 марта 2020 года Эден Элена была снова выбрана представительницей Израиля путём внутреннего отбора.
В декабре 2020 года были представлены девять песен Эден Элены. Три песни — «La La Love», «Set Me Free» и «Ue La La» прошли во второй раунд путём голосования. 25 января 2021 года прошёл второй финальный раунд «HaShir Shelanu L’Eurovizion», по итогам которого «Set Me Free» одержала победу. С этой песней Эден Элена представит Израиль на конкурсе песни «Евровидение-2021».
26 марта 2021 года была представлена финальная версия песни, которая прозвучит на конкурсе. В ней Эден исполнила самую высокую ноту в истории «Евровидения».

## Евровидение
17 ноября 2020 года стало известно, что жеребьёвка и распределение стран по полуфиналам останется неизменна с прошлогоднего конкурса, который был отменён. Эден Элена выступила под номером 12 во второй половине первого полуфинала, который состоялся 18 мая 2021 года, и по его итогам певица успешно прошла в финал. С результатом в 93 балла, в финале конкурса она заняла итоговое 17-е место.

## Участники записи
По данным сервиса «Tidal».
- Амит Мордехай — продюсер, композитор, автор текста песни, аранжировщик
- Идо Нецер — продюсер, композитор, автор текста песни, аранжировщик
- Ноам Залтин — продюсер, композитор, автор текста песни, аранжировщик
- Рон Карми — продюсер, композитор, автор текста песни, аранжировщик

## История релиза
| Регион | Дата           | Формат                                      | Лейбл       | Прим. |
| ------ | -------------- | ------------------------------------------- | ----------- | ----- |
| Мир    | 26 января 2021 | цифровая дистрибуция, потоковое мультимедиа | Aroma Music | [ 1 ] |